# 가와치 가쓰유키
가와치 가쓰유키(일본어: 河内 勝幸, 1955년 4월 27일 ~ )는 일본의 전 축구 선수이다.

## 국가대표팀 경력
그는 1979년 6월 16일 대한민국과의 경기에서 일본 국가대표팀에 데뷔했다. 그는 국제 A매치 통산 3경기에 출전했다.

## 통계
| 일본 | 일본 | 일본 |
| 연도 | 출전 | 득점 |
| ---- | ---- | ---- |
| 1979 | 3    | 0    |
| 통산 | 3    | 0    |